# Theodor Neu
Theodor Neu, auch Ney (* 1810 in Thorn; † 7. August 1854 in Berlin) war ein deutscher Maler, Zeichner und Lithograf. 
Theodor Neu war ein Schüler von August von Kloeber an der Akademie der Künste in Berlin. Bereits 1837 wurde er als „remunerierter Schüler der Akademie“ beauftragt, neben anderen Künstlern Vorbilder für die Zeichen- und Gewerbeschulen anzufertigen. 1839 wurde er mit der Großen Silbernen Medaille ausgezeichnet. Als Anerkennung seiner Arbeiten erhielt er eine Assistentenstelle und 1853 die Berufung zum Lehrer. Er schuf Bildnisse, Genrestücke und Landschaften. Ab 1838 war er mit Gemälden und Lithografien auf den Akademieausstellungen vertreten. In den Jahren 1852 bis 1854 tritt er als Zeichenlehrer und Lithograf „Th. Ney“ auf. Als er 1854 an Lungenentzündung starb, hinterließ er drei minderjährige Kinder. 